# Hugh Percy, 2. vévoda z Northumberlandu
Hugh Percy, 2. vévoda z Northumberlandu (Hugh Percy, 2nd Duke of Northumberland, 3rd Earl of Northumberland, 2nd Earl Percy, 3rd Baron Warkworth, 3rd Baron Percy, 2nd Baron Lovaine, 8th Baronet Smithson of Stanwick) (14. srpna 1742, Londýn, Anglie – 10. července 1817, Kingston upon Hull, Anglie) byl britský generál a politik z bohaté šlechtické rodiny. Od mládí sloužil v armádě, jako vojevůdce se vyznamenal ve válce proti USA, v níž dosáhl hodnosti generálporučíka. Po otci zdědil v roce 1786 titul vévody z Northumberlandu a obrovský pozemkový majetek v severní Anglii, jako člen Sněmovny lordů měl až do smrti značný politický vliv.

## Kariéra
Pocházel z rodu Smithson, byl starším synem Sira Hugha Smithsona, matka Elizabeth Seymour byla dědičkou vymřelého rodu Percyů. Hugh spolu s otcem přijal v roce 1750 jméno vymřelého rodu Percy, od roku 1750 jako otcův dědic užíval titul lord Warkworth. Studoval v Etonu, v roce 1759 jako dobrovolník vstoupil do armády a již v sedmnácti letech byl kapitánem, vynikl statečností v několika bitvách sedmileté války. V roce 1760 odešel do civilního života a krátce studoval na univerzitě v Cambridge. V letech 1763–1776 byl členem Dolní sněmovny, patřil ke straně toryů a celou dobu zastupoval prestižní volební obvod Westminster s nejpočetnější voličskou základnou v Anglii. Postavení u dvora si zajistil v roce 1764 sňatkem s dcerou králova oblíbence, bývalého premiéra 3. hraběte z Bute. V roce 1764 byl jmenován královským pobočníkem a povýšen na plukovníka.
Na počátku války proti USA kritizoval v parlamentu striktní postup proti koloniím, nakonec ale odešel do severní Ameriky s dočasnou hodností brigádního generála (1774), již v roce 1775 byl povýšen na generálmajora. Zúčastnil se několika bitev, v nichž vynikl jako stratég, mimo jiné proslul odmítáním tělesných trestů u řadových vojáků. V bitvě o Long Island velel divizi a v roce 1777 dosáhl hodnosti generálporučíka, téhož roku se ale vrátil do Anglie kvůli sporům se svým nadřízeným generálem Howem. Mezitím po matce zdědil barona Percyho a stal se členem Sněmovny lordů (1776), jako otcův dědic zároveň užíval titul hraběte Percyho. V letech 1784–1788 byl velitelem elitních gardových sborů a v roce 1786 po otci zdědil titul vévody z Northumberlandu. V hrabství Northumberland zastával poté funkci lorda místodržitele (1786–1799 a 1802–1817). V roce 1793 dosáhl hodnosti generála. I když nezastával žádný vysoký úřad, jako člen Sněmovny lordů a jeden z nejbohatších šlechticů v Anglii měl na politiku značný vliv. Po otci zdědil obrovský majetek v severní Anglii a po jeho vzoru se snažil o zefektivňování zemědělství, jeho hospodaření negativně zasáhla kontinentální blokáda a pokles cen obilí za napoleonských válek.
Zastával řadu čestných funkcí, mimo jiné byl členem Královské společnosti a v roce 1788 obdržel Podvazkový řád.

## Rodina

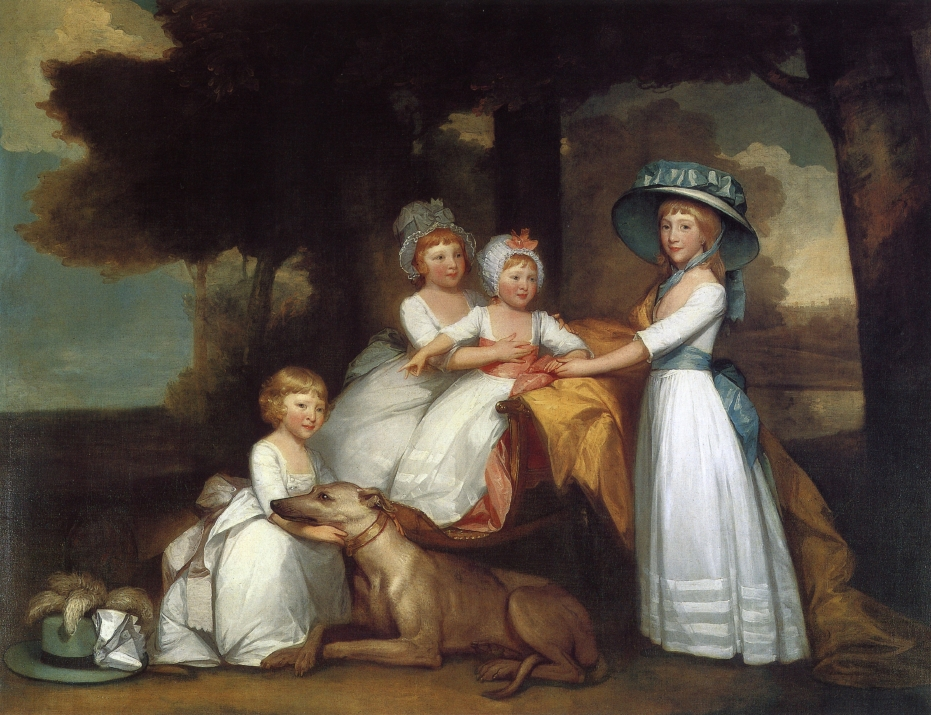
Děti 2. vévody z Northumberlandu (1787)

V roce 1764 se oženil s Anne Stuart (1746–1780), dcerou premiéra 3. hraběte z Bute. Kvůli jejímu nemanželskému poměru došlo v roce 1779 k rozvodu. Dva měsíce po rozvodu se Hugh podruhé oženil s Frances Burrell (1752–1820), dcera právníka a dlouholetého poslance Petera Burrella (1723–1775). Burrellova další dcera Susan (1750–1812) se provdala za Hughova mladšího bratra 1. hraběte Beverley. Z druhého manželství měl 2. vévoda pět dětí, titul vévody zdědili postupně dva synové, irský místokrál Hugh Percy, 3. vévoda z Northumberlandu (1785–1847), a admirál Algernon Percy, 4. vévoda z Northumberlandu (1792–1865), druhorozený syn lord Henry Percy zemřel v dětství. Z dcer se starší Emily (1789–1844) provdala za generála Jamese Murraye z rodu vévodů z Athollu, mladší Anges (1791–1856) byla manželkou generála Thomase Bullera.